# Gyula (titre)
Pour les articles homonymes, voir Gyula (homonymie).

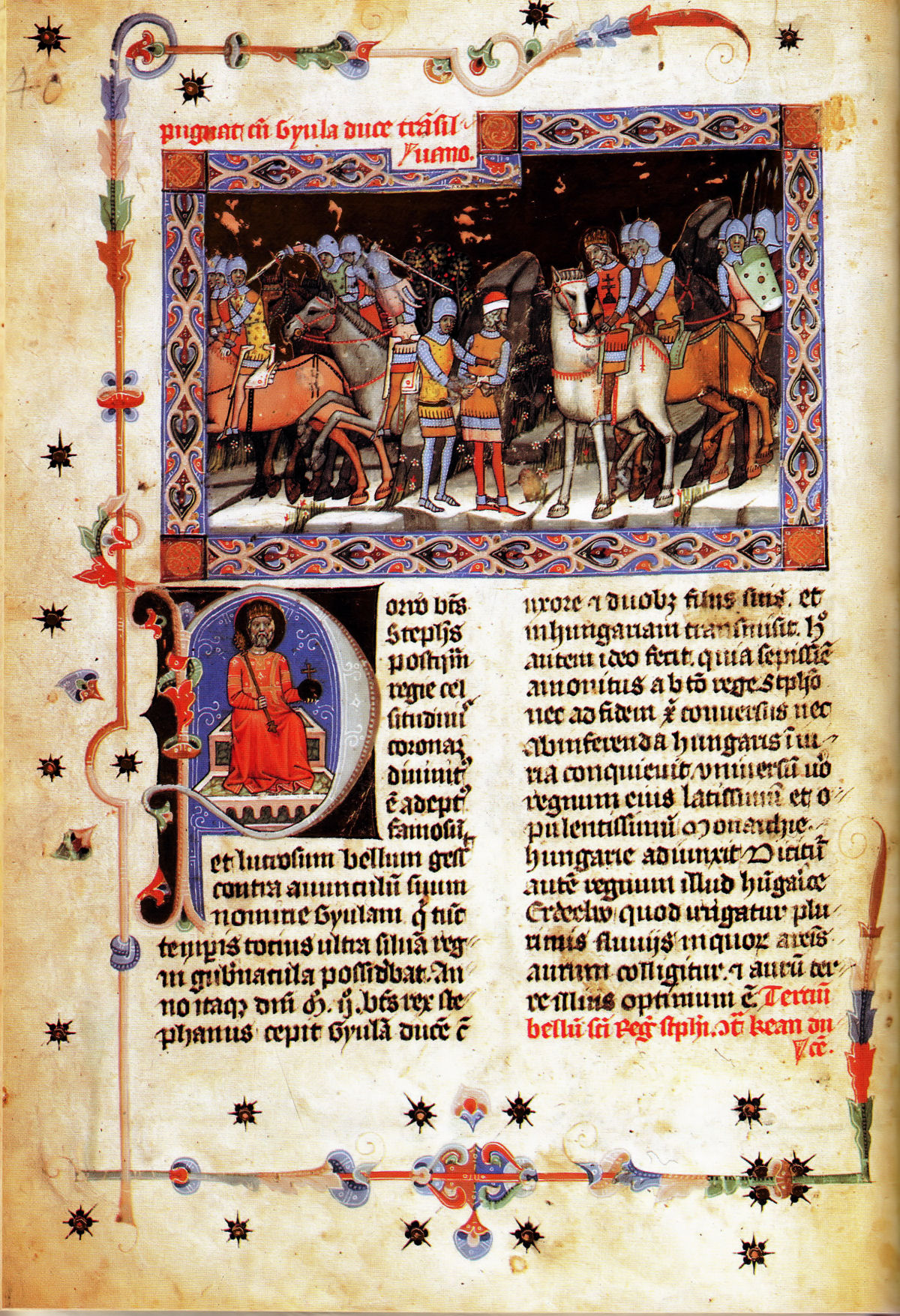
Page 40 de la Chronique de Képes. La miniature supérieure représente la capture d'un Gyula, le "P" initial représente le roi István.

Le gyula ([ˈɟulɒ]) était une fonction au sein du système tribal des premiers Magyars. Les tribus étaient dirigées par un pouvoir bicéphale, dans lequel le gyula était considéré comme un chef militaire, par opposition au kende, chef religieux. Lors de l'Honfoglalás, la fonction de gyula est occupée par Árpád. Après la mort du kende Kurszán lors d'un raid en 907, Árpád instaure un nouveau système monocéphale, à l'origine du système monarchique du futur royaume de Hongrie.